# 19.º Batalhão de Caçadores
19.º Batalhão de Caçadores (19.º BC) é uma unidade do Exército Brasileiro subordinada diretamente à 6.ª Região Militar e com sede em Salvador, município capital do estado da Bahia. Leva a denominação histórica de Batalhão Pirajá em lembrança à sua participação na Batalha de Pirajá, durante a Independência da Bahia na Guerra da Independência do Brasil.
Suas origens remontam ao 11.º Regimento de Infantaria, porém, foi criado em 1920 e instalado no Forte de São Pedro no dia 16 de janeiro daquele ano. Antes da Revolução de 1930, oficiais tenentistas conspiraram no batalhão, conseguindo prender o comandante e aderir aos revolucionários quando a unidade estava no interior, a caminho do norte, sob ordens do comando legalista para enfrentar a revolução.
O quartel foi transferido em 1943 ao bairro do Cabula, à época, rural em sua maior parte, marcando o início da ação do Estado no local. Com a urbanização, a sede, correspondendo a cerca de um terço da área do bairro atual, tem a maior parte de sua área verde remanescente. A política ambiental municipal delimita ali a Unidade de Conservação do Vale do Cascão. O acesso restrito permitiu a conservação de um dos últimos remanescentes de Mata Atlântica de Salvador, a Mata do Cascão, onde há nascentes do Rio Cascão.